# Revista Valors
La revista Valors és una publicació mensual especialitzada en temes d'interès humà, la reflexió filosòfica i el debat social, que va néixer l'any 2003 a Mataró, dins de l'Associació Cultural Valors, una entitat sense ànim de lucre. Forma part de l'Associació de Publicacions Periòdiques en Català (APPEC), integrada en la Federació d'Associacions d'Editors de Premsa en Català.

## Història
Valors va aparèixer als punts de venda el 24 de desembre de 2003 amb la intenció de ser un espai de debat i de reflexió i d'oferir al públic una plataforma on accedir a temes d'actualitat tractats des del punt de vista dels valors humans. Sota la direcció de Maria Coll i Joan Salicrú, la revista ofereix un seguit de monogràfics, entrevistes i articles d'opinió al voltant de temes d'actualitat. Segons l'estudi de Saül Gordillo, Valors és la novena revista catalana més seguida a Twitter.
L'any 2010 la publicació s'introduí a les ones radiofòniques a Ràdio Estel en coproducció amb l'editorial Proteus. El setembre de 2012, Valors va iniciar l'emissió del programa Valors a l'Alça a La Xarxa des de l'emissora local Mataró Ràdio. Actualment, el programa s'emet a 25 emissores de tot el territori català associades a La Xarxa. El programa és presentat per Queralt Flotats i el dirigeixen Maria Coll i Joan Salicrú, directors també de la revista.
Coincidint amb el seu desè aniversari, Valors va arribar al número 100 el gener de 2013. La revista Valors i l'editorial Proteus van editar el 2013 Ètica i èxit. Converses amb valors, un llibre d'entrevistes a personatges "de gran prestigi professional" i "persones de gran riquesa humana".
El 2014, l'Associació Cultural Valors junt amb l'Ajuntament de Mataró i amb el suport de la Diputació de Barcelona va tirar endavant el projecte de ciutat 'Mataró, ciutat de valors', que va involucrar més de 75 entitats de la capital del Maresme durant 365 dies, a raó d'un valor per mes. Des d'abril de 2015, Valors edita també el diari digital valors.org, amb informacions en la línia del que proposen la revista i el programa de ràdio.

## Seccions
Actualment la revista conté quatre grans seccions:
- Passant revista: en aquest apartat s'inclouen les peces amb un major grau d'actualitat: l'entrevista, el reportatge i les notícies en profunditat.
- Monogràfic: en aquesta secció apareix l'element principal de la revista, un reportatge entorn el "valor del mes" i un seguit d'entrevistes i articles relacionats amb aquest.[3]
- Opinió: en aquest apartat els col·laboradors publiquen articles d'opinió sobre diversos temes d'actualitat.
- Propostes: en aquesta secció es fan diverses recomanacions als lectors: una pel·lícula de cinema, una obra de teatre, una novel·la, un espectacle...